# 利西尼奧利海崖
利西尼奧利海崖（英語：Lisignoli Bluff）是南極洲的海崖，位於伊莉莎白女王地，處於施奈德山北端，屬於彭薩科拉山脈中阿根廷山脈的一部分，海拔高度610米，美國地質調查局根據測量和該國海軍的空中照片繪入地圖，現時由南極條約體系管理。